# Principios CREA

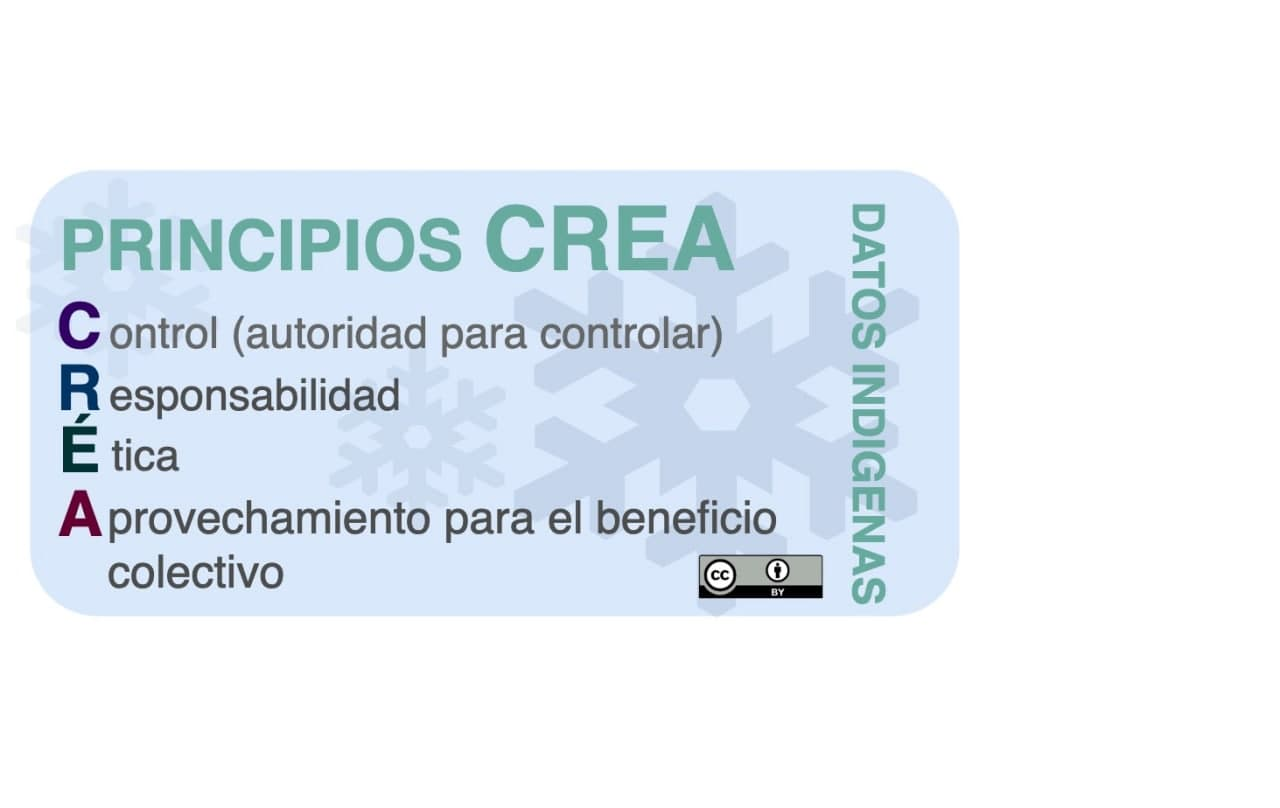
Principios CREA

Los Principios CREA para la Gobernanza de Datos fueron creados para promover los principios legales que subyacen a los datos colectivos o individuales de las comunidades indígenas y que están consignados en la Declaración de las Naciones Unidas sobre los derechos de los Pueblos Indígenas (UNDRIP). En esta declaración se reafirma el derecho de los indígenas a la auto-gobernanza y su autoridad para controlar y administrar el patrimonio cultural entendido como datos indígenas: lenguas, conocimientos, prácticas, recursos biológicos, tecnologías, territorios. Es decir, el derecho de los pueblos indígenas a gobernar la creación, recolección, derechos y aplicación de sus datos desde el enfoque de la Soberanía de Datos Indígenas (SDI) y descolonización de sus datos.
CREA, en inglés CARE, es el acrónimo para Control (autoridad para controlar), Responsabilidad, Ética y Aprovechamiento para el beneficio Colectivo.

## Principios CREA
Estos principios se consideran parte del movimiento de datos abiertos y ciencia abierta. Están construidos a partir de los Principios FAIR (Localizable, Accesible, Interoperable y Reutilizable) si bien estas iniciativas no sitúan las necesidades particulares de los pueblos indígenas en relación con las diferencia de poder y los contextos históricos. Los datos tienen implicaciones en la capacidad de los Pueblos Indígenas para el ejercicio de su derecho a la autodeterminación. Por ello emergió la necesidad de establecer unos principios que consideren el beneficio colectivo del aprovechamiento de datos dentro de la economía del conocimiento y para la soberanía de los datos

### Control (autoridad para controlar)
Los intereses y derechos de los Pueblos Indígenas con relación a sus datos deben ser reconocidos y su autoridad para controlar estos datos debe ser empoderada. La gobernanza de datos indígenas posibilidad a los Pueblos indígenas y sus estructuras de gobierno a determinar la manera en la que éstos Pueblos Indígenas, así como sus territorios, recursos, conocimientos e indicadores geográficos son representados e identificados a partir de los datos.

### Responsabilidad
Quienes trabajen con datos indígenas tienen la responsabilidad de compartir y transparentar la manera en la que estos datos son utilizados en apoyo a la autodeterminación, aprovechamiento y beneficio colectivo de los Pueblos Indígenas.

### Ética
Los derechos y el bienestar de los Pueblos Indígenas deben ser la consideración primaria en todas las etapas del ciclo de vida de los datos y a lo largo de todo el ecosistema de datos. 

### Aprovechamiento para el Beneficio Colectivo
Los ecosistemas de datos deben ser diseñados y funcionar en formas tales que permitan a los Pueblos Indígenas el aprovechamiento para el beneficio colectivo de los datos.